# Ptačinec hajní
Ptačinec hajní (Stellaria nemorum) je vytrvalá bylina z čeledi hvozdíkovitých.

## Popis
Jedná se o trsnatou rostlinu s tenkým plazivým oddenkem, která dorůstá výšky 20–60 cm. Má oblou, tenkou lodyhu, lámavou v uzlinách, která je minimálně ve spodní části chlupatá. Na ní jsou řídce rozmístěny listy, přičemž dolní jsou vejčité a dlouze řapíkaté, zatímco horní jsou přisedlé nebo velmi krátce řapíkaté, vejčitě kopinaté a dlouhé až 8 cm. Po krajích jsou listy rovné a brvité.
Ptačinec hajní kvete bíle na dlouhých květních stopkách od května do července. Květy v řídkých vidlanech mají tři čnělky a jsou velké až 2 cm. Podepřené jsou bylinnými listeny podobajícími se horním listům. Korunní lístky dorůstají asi dvojnásobné délky než kalich a jsou přibližně do tří čtvrtin rozeklané. Tobolka se otvírá šesti chlopněmi.

## Výskyt
Vyskytuje se v nížinách téměř po celé Evropě s výjimkou nižších poloh západní Evropy a úplného jihu kontinentu.
V Česku roste hojně od pahorkatin do hornatých území, v nížinách jen na vhodných stanovištích, tedy vlhkých a stinných místech v lesích, lužní lesích, na březích a prameništích. Dává přednost kyprým a vlhkým hlinitým půdám s vysokou hladinou spodní vody.

## Synonyma
- Cerastium nemorum (L.) Crantz
- Alsine nemorum (L.) Schreb.[3]

## Možnost záměny
- Příbuzný ptačinec velkokvětý má listy úzké, čárkovitě kopinaté a přisedlé, s květy rozeklanými jen ke středu.[4]
- Křehkýš vodní je vzhledově podobná rostlina s pěti čnělkami a tobolkou, jež má pět chlopní.

## Další fotografie

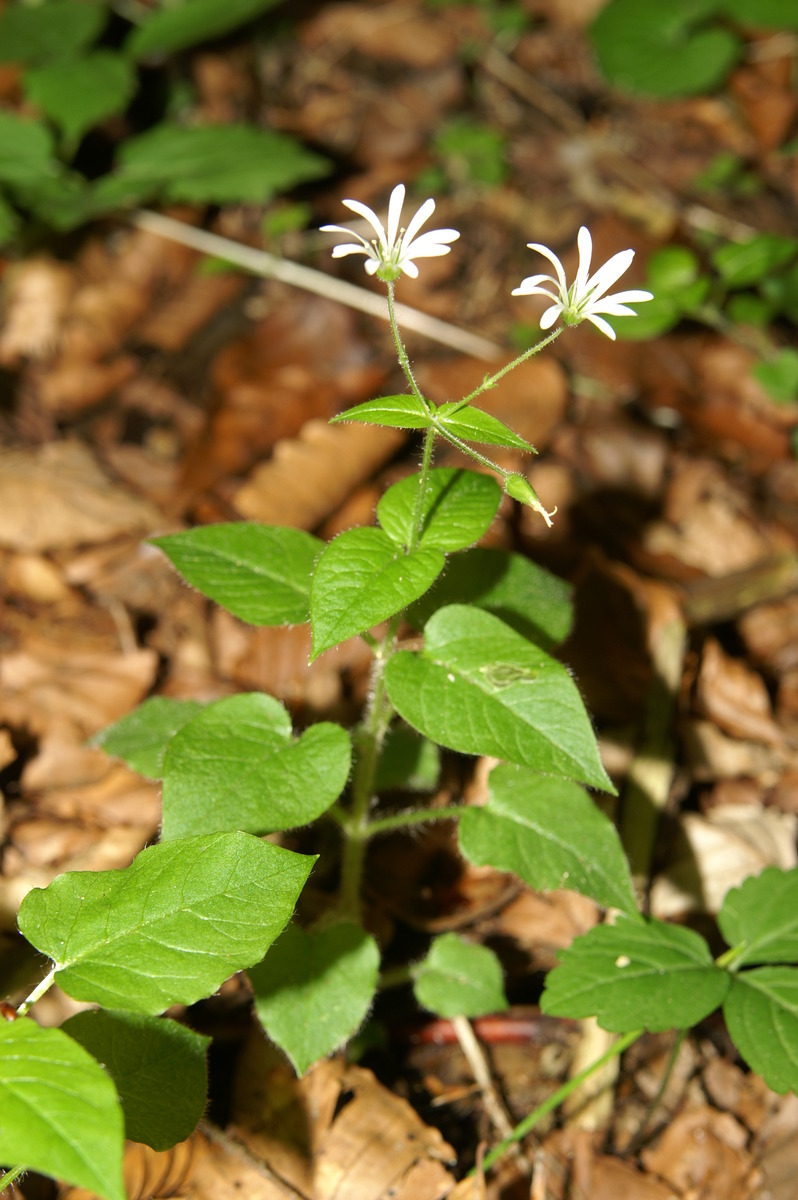
Celá rostlina s květy
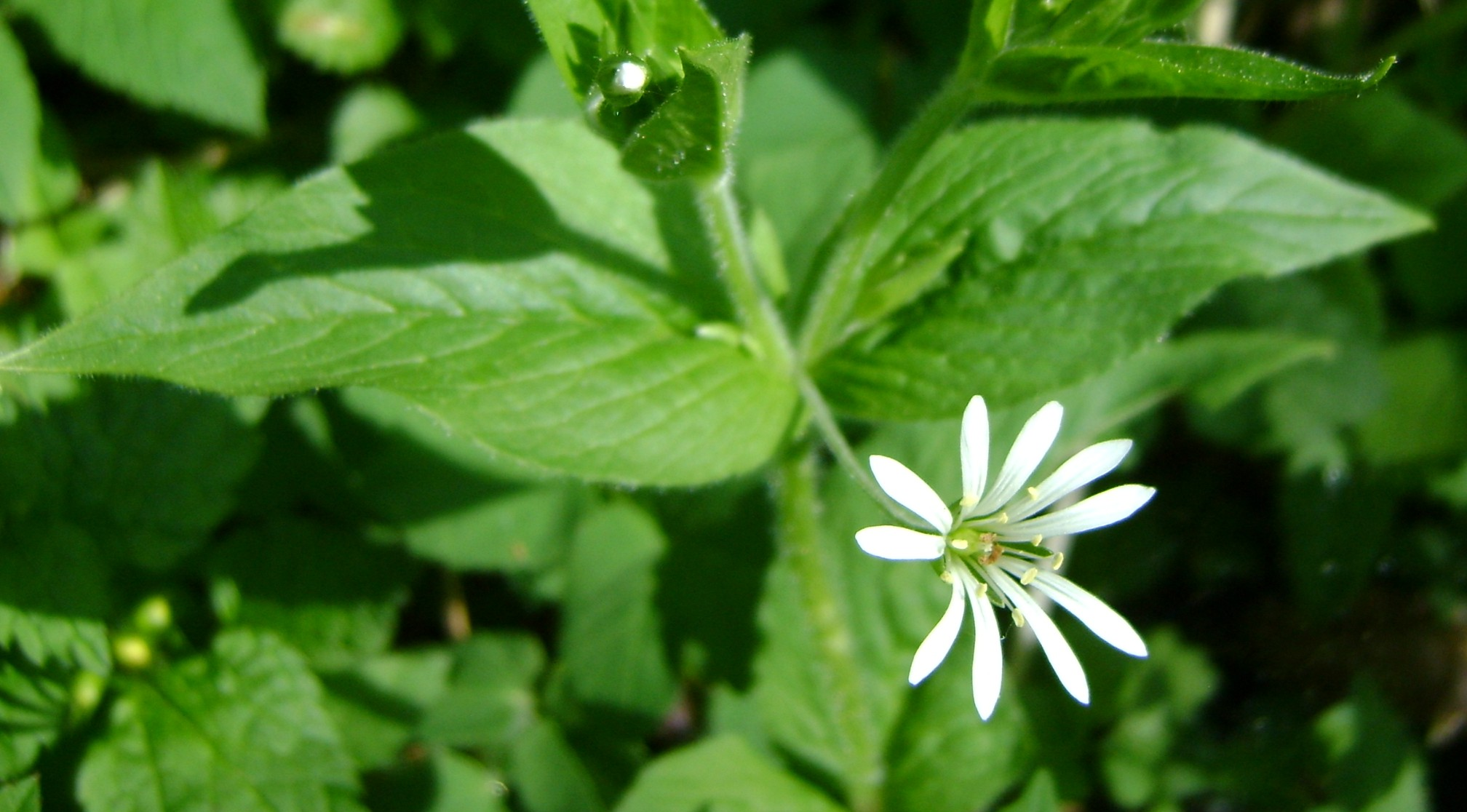
Květ se srdčitými listy
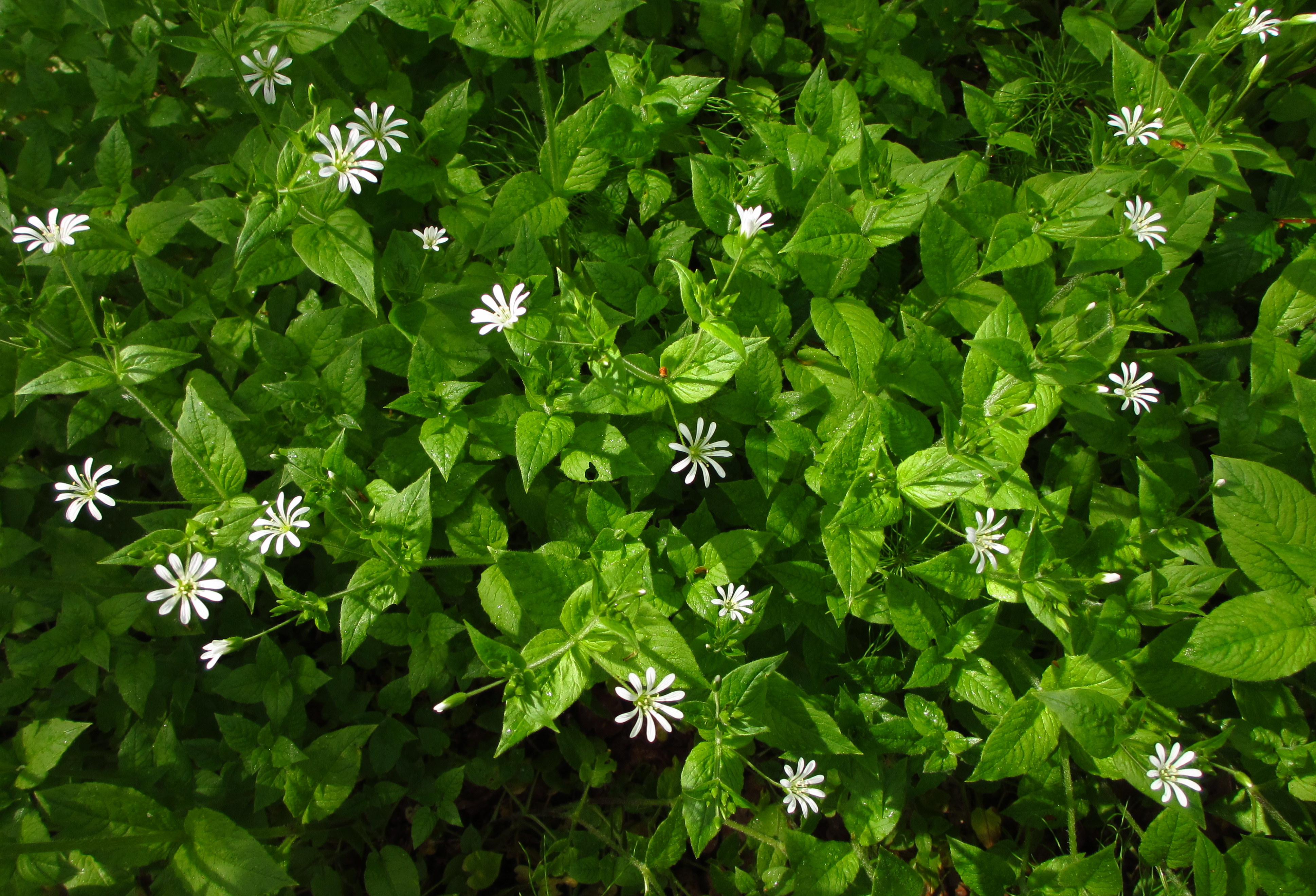
Trs ptačince hajního
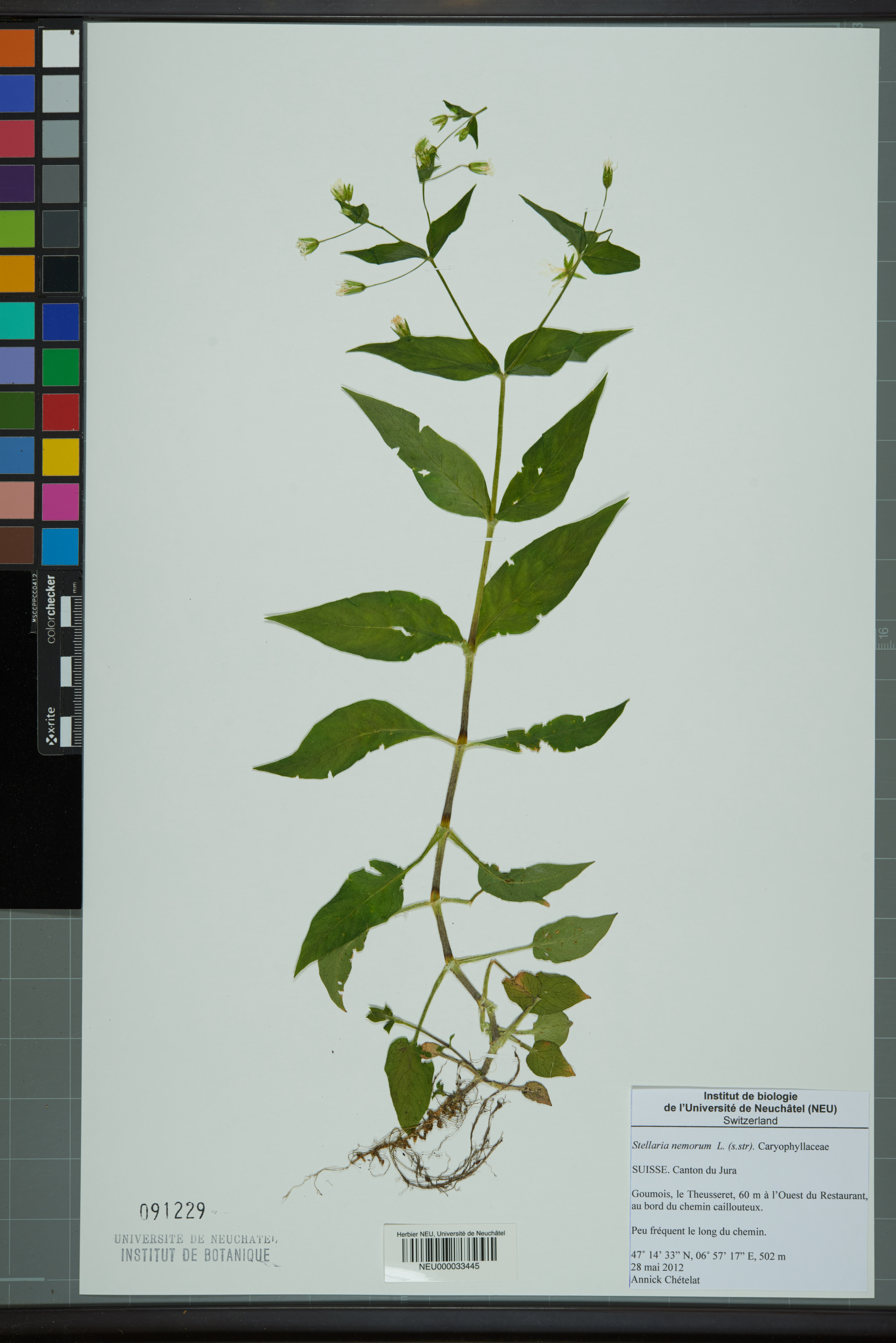
Rostlina v herbáři
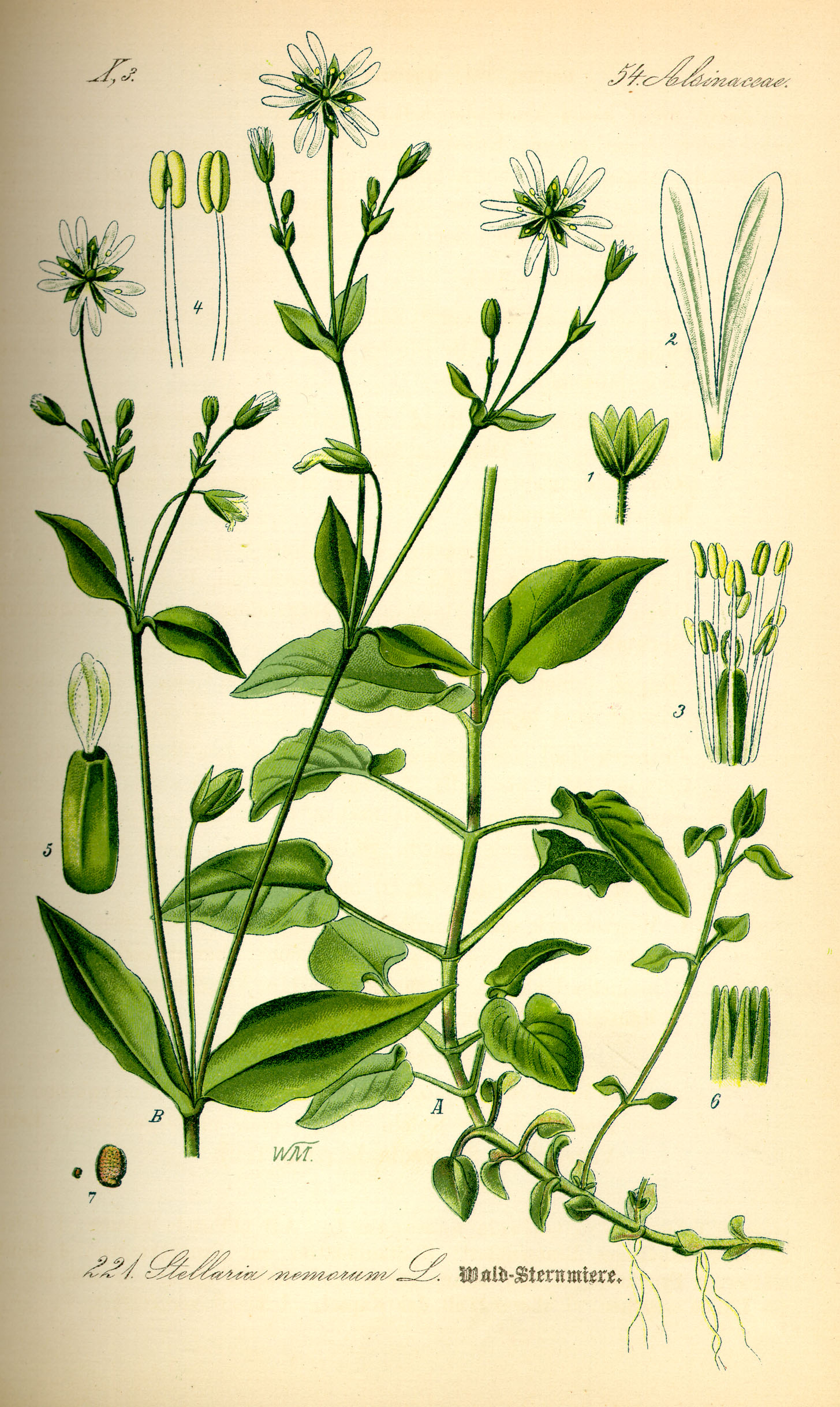
Botanická ilustrace